# Эль-Тио
Эль-Ти́о (исп. El Tío «дядя») — злой дух, поклонение которому распространено у боливийцев в шахтёрских районах Потоси. Является покровителем подземного мира, в том числе подземных недр. Статуи Эль-Тио обычно ставятся при входе в шахты. Хотя жители Потоси в основном являются католиками, это не исключает их веру в Эль-Тио в том, что касается защиты под землёй. При этом, по историческим данным, вера в данного духа возникла ещё до прихода испанцев в Боливию. Собственно же именование его «дядей» (призванное показать родство с племянниками-шахтёрами и, тем самым, необходимость их защиты) возникло между 1676 и 1736 годами.

## Внешний облик
Тело Эль-Тио делается из куска руды, а также из глины. Эль-Тио изображается волосатым и косматым, с рогами и козлиной бородкой и эрегированным пенисом. Иногда он украшается разноцветными ленточками. В глазницы ему вставляют кусочки металла или перегоревшие лампочки из шахтёрских фонарей. Рот Эль-Тио приоткрыт, из него торчат острые зубы из осколков стекла или хрусталя.

## Ритуалы
Перед спуском шахтёры приносят Эль-Тио жертвы, призванные задобрить духа и заручиться его поддержкой, находясь под землёй. Ожидается, что Эль-Тио убережёт шахтёров от несчастных случаев и поможет добыть больше руды. Жертву для Эль-Тио, как правило, составляют алкоголь, сигареты, листья коки, конфеты, которые оставляют возле статуи. Жители Потоси также иногда убивают жертвенную ламу, кровью которой мажут перед входом в шахту.

## Образ в культуре
- Истории об Эль-Тио опубликовал в книге «Сказки шахты» боливийский писатель Виктор Монтойя, выходец из шахтёров, ныне проживающий в Стокгольме[4].
- В 2013 году британский музыкант Naughty Boy выпустил песню La La La, в клипе на которую показана боливийская легенда про мальчика, который мог исцелять людей своим криком. В конце клипа мальчик и его спутники приходят в заброшенную шахту, и мальчик остаётся наедине со статуей Эль-Тио (по легенде — чтобы победить демона или стать его жертвой)[5].